# Ferengi
Els ferengis (pronunciat [fəˈrɛɲʒi]) són una de les espècies humanoides de l'univers fictici de Star Trek. Apareixen per primera vegada al capítol L'últim destacament de La nova generació i fan el seu primer contacte amb la Federació Unida de Planetes el 2364 al planeta Delphi Ardu. La seva cultura es caracteritza per tenir una obsessió malaltissa pel comerç i els esforços constants d'estafar a la gent tot fent negocis. També són coneguts per la seva perspicàcia comercial i d'explotació de les dones.
El seu planeta, Ferenginar, és el centre de l'Aliança Ferengi i és regit pel gran Nagus. Com la major part de la seva cultura, la seva religió es basa en els principis del capitalisme: ofereixen pregàries i ofrenes monetàries al benaurat Exchequer, amb l'esperança d'entrar al «Tresor Diví» després de la mort.

## Concepte i creació
En un principi els ferengis estaven destinats a substituir els klingons a La nova generació, però els espectadors no acabaven d'acceptar que uns éssers tan ridículs poguessin ser una amenaça militar constant. Així, Paramount els rebutjà com a enemics principals i passaren a aparèixer de tant en tant per molestar fent-ho amb un estil un xic còmic. Paramount va fer reviure els romulans i creà el borg per substituir-los.
La primera menció sobre els ferengis la fa el líder Gropple Bandi Zorn a trobada a Farpoint quan explica que és amenaçat per part seva de vendre l'Estació Farpoint. Curiosament, les referències internes a Star Trek: Deep Space Nine deixen clar que els klingons i els cardassians tenien intercanvis comercials amb els ferengis anys enrere, això no obstant, aquesta informació no arriba a mans de la federació fins molts anys posteriors. A la cronologia interna de Star Trek, la primera menció dels ferengis és donada el 2151 per un extraterrestre, al no conèixer l'espècie, però, no queda constància i el primer contacte amb els humans es dona uns mesos més tard en la nau Enterprise (NX-01), no obstant això, al no dir en cap moment el nom de la seva espècie queden anotats com uns simples pirates.

### Biologia

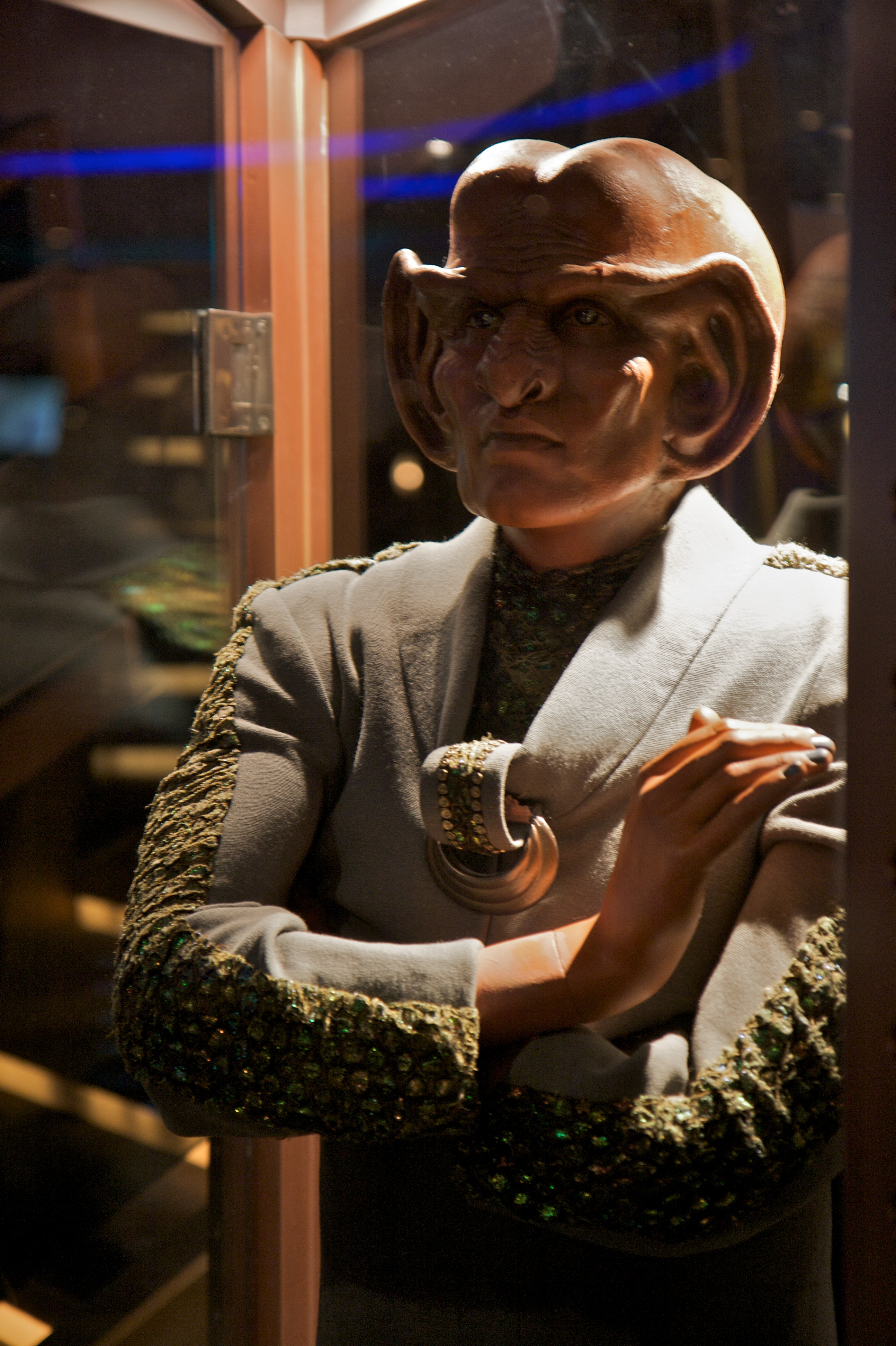
Maniquí d'un Ferengi a Star Trek: The Experience

Els ferengis són una espècie humanoide, una mica més baixa que els humans, en general fan un metre i mig. El seu crani és allargat en la part posterior amb dos grans embalums al front. També tenen una dentadura de 32 dents afilades, i el seu nas sol ser ampla i arrugada. Les seves orelles tenen una gran quantitat de terminacions nervioses, que les fan especialment sensibles donant-les una gran capacitat auditiva, en les dones aquestes orelles són menys pronunciades, i si més no en els homes són zones erògenes. La seva sang és de color groc. Tenen quatre lòbuls al cervell que els fan immunes als poder telepàtics dels vulcanians i els betazoides, tot i que els betazoides, amb esforç poden notar les seves sensacions, les ungles són de color blau i tenen sis dits dels peus, això pot veure's en un dels episodis de DS9 de la setena temporada en què en Quark es fa una pedicura perquè erròniament creu que serà el pròxim Gran Nagus. En Data en una ocasió esmenta «sembla més fort del que aparenta» referint-se a un ferengi, però en els episodis posteriors, es mostren significativament més febles que un ésser humà mitjà.
La freqüència cardíaca d'un ferengi és molt més ràpida que la d'un ésser humà, fins i tot en repòs, el nombre de batecs per minut és tan alt que per un ésser humà suposaria un atac de cor. Compten amb un sistema immunitari més desenvolupat que els humans Quan els ferengi se senten amenaçats, tenen por o s'han fet mal solen emetre un xiclet molt agut i continuat.
L'esperança de vida d'un ferengi és una mica superior als 100 anys.

### Característiques
Els ferengis són conscients que els humans i moltes altres espècies els miren per sobre els ulls tractant-los com una societat mancada d'avenços tecnològics o culturals. Al mateix temps, els ferengis veuen les altres espècies amb poca autoestima, tot i que en estar amb contacte regular amb els humans, la imatge d'aquests ha millorat en comparació. Si bé la seva crítica que els humans van tardar més de 6.000 anys a desenvolupar un sistema de banca central després del començament de la seva civilització pot semblar que no té força moral, altres arguments poden ser més convincents.
- En teoria, cada transacció de negocis que fa un ferengi es regeix per una o diverses de les 285 regles d'adquisició, tot i que les mateixes normes ferengi donen llicència per a enganyar, robar, i doblegar la veritat per satisfer les seves necessitats.[9]
- Els ferengis són unes de les espècies menys bel·licoses de l'univers Star Trek. Tot i haver tingut batalles amb altres espècies a la seva història, mai no han estat en mig d'una gran guerra.[15] Fins i tot en mig d'una guerra, els ferengis es preocupen més per com obtenir diners que en el seu benestar. Al llarg de la seva història, només han tingut un enemic, els borg, i és únicament perquè aquests ataquen deliberadament totes les espècies amb les quals han tingut contacte. Pels borg, els ferengi són l'espècie 180.[16]
- Els ferengi pràcticament no són racistes. De fet, com a bons comerciants que són mai no discriminen ningú pel seu físic, ja que això comportaria tenir menys clients.
- Les revenges i els crims passionals pràcticament no existeixen, ja que aquestes accions no produeixen diners. La millor manera de venjar-se d'un ferengi és arruïnar-lo econòmicament.
- Encara que la meta d'un ferengi és l'acumulació de riqueses, la mobilitat dels seus ingressos és una pràctica bastant freqüent. La societat ferengi està basada en una meritocràcia molt estricta: l'aristocràcia, el nepotisme, l'oligarquia i la dictadura són pràcticament desconegudes. De fet, el Gran Nagus Zek rebutjà el seu propi fill, Krax, quan després de posar-lo a prova fingint la seva mort va veure que no estava capacitat per al càrrec.[12]
- Tot i els possibles beneficis de l'energia nuclear, els ferengi mai no fan proves d'armes nuclears a l'atmosfera. A més, no solen creure en la venda de productes d'ús regular que siguin inherentment perillosos, ja que reduiria la seva base de clients. Per exemple, inventaren el synthehol pel seu ús com a substitut inofensiu de l'alcohol etílic. Això no obstant, i contradictòriament, són coneguts per vendre armes a tots dos bàndols en una guerra, tot i saber les conseqüències que pot comportar.
- Els ferengi tenen una forta ètica de treball, fomenten l'economia i l'estalvi en el consum conspicu. Quan un ferengi fa una gran compra, és probable que sigui una cosa molt útil per a l'obtenció de beneficis addicionals. Són excel·lents administradors i comptables, ja que mantenir un bon control en un negoci els és clau per produir el benefici més gran possible.
- Els ferengi no tenen cap sistema de classes (exceptuant la figura del Gran Nagus). Tot i que el seu estat és determinat completament per les riqueses, consideren absurd establir una clientela «de luxe» quan seria possible obtenir beneficis en la venda de béns a les persones menys afortunades. De fet, la creença ferengi del «Gran Material Continuum», un anàleg del mercat lliure sense restriccions, sovint els porta molt lluny per satisfer les necessitats d'un client potencial i per trobar mercats per les seves mercaderies.
- En un episodi de DP9, hi ha una conversa entre en Quark i en Benjamin Sisko, on en Quark li discuteix que els ferengis són una espècie més civilitzada que els humans:[3][15]
Quark: Em sembla que ja sé per què els humans no els agradem.
Sisko: Ara no, Quark.
Quark: Al meu parer, els homes solien ser molt semblants als ferengis: cobdiciosos, adquisitius, interessats només en el resultat. Som un recordatori constant d'una part del seu passat que els agradaria oblidar.
Sisko: Ara no tenim temps per a això, Quark.
Quark: Estàs passant per alt una cosa, Comandant. Els éssers humans solien ser molt pitjor que nosaltres. L'esclavitud, els camps de concentració, les guerres interestel·lars… tots aquests fets de pura barbàrie, no estan en la nostra història. Ho veus? No sóm com vosaltres... sóm millors.

### Etimologia
El terme «ferengi» és similar als noms en àrab per als comerciants europeus i per extensió a tots els occidentals. Tant la paraula àrab i el nom es pronuncien /fɛrɪŋɡi/. El nom probablement es deriva de la paraula àrab faranj o ifranj, «francs», o possiblement de la paraula persa farangi, que significa «estranger». A Etiòpia, ferenj o ferenji té el mateix significat. L'origen del nom és probablement dels grecs romans d'Orient que eren els veïns occidentals, aquest ús es va estendre al Pròxim Orient, Àsia, Àfrica i fins i tot la Xina. Els grecs encara fan servir fra[n]gkoi (φράγκοι) com un exònim per als europeus occidentals. El terme va ser usat com un terme despectiu en part a l'Índia per designar els britànics, però, la paraula s'utilitza sovint en una manera afectuosa. L'ús de Star Trek es deriva de l'anterior.
«Nagus» és la denominació del cap d'estat ferengi. De la mateix manera es pronuncia «Negus», una paraula presa de les llengües etíops, va ser fins fa unes dècades la denominació del cap d'Etiòpia d'Estat de diversos segles.

## Societat

### Cultura
Els ferengis són originaris del planeta Ferenginar, situat al centre de l'Aliança Ferengi al Quadrant Alfa. La cultura ferengi està basada en el capitalisme no regulat, conceptes com ara: els sindicats, la llicència per malaltia, les vacances o el pagament per les hores extres són considerats com a moviments abominables, ja que podrien interferir amb l'explotació dels treballadors. A més de les regles d'adquisició, els ferengis també reconeixen les cinc etapes de l'adquisició: l'estupefacció, la justificació, l'adquisició, l'obsessió, i la revenda. Les cinc etapes de l'adquisició estan basada en les cinc etapes del dol.
La cultura ferengi és una de les més sexistes vistes fins al moment a l'univers Star Trek, els matrimonis són contractes comercials entre el nuvi i el pare de la núvia d'un període determinat, normalment 5 anys. El pagament se sol fer quan neix el primer fill. Les dones ferengi se'ls té prohibit: obtenir beneficis, comprar roba, parlar amb estranys i viatjar entre altres coses, si no han parlat abans amb el ferengi de major edat de la casa. Tradicionalment, les dones ferengi suavitzaven l'alimentació dels membres de la seva família masticant-lo abans. Actualment, encara es poden vendre a través de lingots d'or premsat latinum, la principal forma de moneda de curs legal, aquest acte, és admirat en la societat ferengi. A finals del segle XXIV (finals de la sèrie de Deep Space Nine) les dones formen un 53,5% de la població ferengi, molts es van adonar que la prohibició de la dona en el món del comerç, comportava una gran pèrdua d'ingressos, això provocar l'aparició d'un moviment liderat per Ishka la qual influenciava al Gran Nagus Zek amb intenció de reformar les lleis.

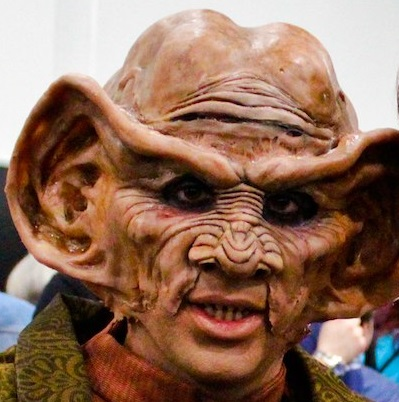
Un cosplayer de Ferengi a Destination Star Trek London

Finalment, no es dona només un canvi en el paper de la dona, sinó que comença una reforma del capitalisme ferengi, amb canvis històrics en la política d'esquerra, l'atenció a la salut universal, els drets dels treballadors... El gran Nagus proposa a Rom com al seu successor el qual segueix aquesta nova ideologia al tenir unes idees molt més liberals, compassives i sensibles que la majoria dels ferengis.
Quan un ferengi mor, mai se li fa una autòpsia, ni se l'enterra i ni se l'incinera, abans de morir (si pot) el ferengi en qüestió posa el seu cos a subhasta, un cop mort es talla el cos en trossos molt petits (fins a fer-ne unes farinetes), s'assequen al buit i s'embassen en una capsa petita transparent per poder-lo conversar, aquests trossos es venen per tenir-lo de record com una vida digna.
Hi ha una minoria ferengi que són coneguts com els eliminadors, pagant un xifra, s'encarreguen de matar qualsevol persona. Aquest sector de la societat, no els agrada amb la majoria del ferengis, no per matar persones, ja que un negoci és un negoci, sinó perquè són psicòpates, els dona més plaer l'acció de matar que els beneficis que els comporta, a més poden matar possibles comerciants i no és bo pels negocis.
Un dels components importants de la cuina ferengi són els insectes i altres invertebrats petits. Alguns, com els cucs de tubs o els verds, se serveixen gairebé sempre quan encara són vius (com en el plat klingon gaghan), mentre que altres se serveixen en gelatina o en forma de suc. Les begudes més populars són l'Eelwasser i la Slug-O-Cola. La cuina ferengi ha aconseguit poca acceptació entre les altres cultures, exceptuant alguns casos. Fora de Ferenginar, molts ferengis gaudeixen del menjar de les altres cultures. Això no obstant, molts ferengis tenen un una aversió especial per l'alimentació humana. En diversos capítols de DS9, en Quark expressa la seva aversió extrema per la cervesa Root, que la descriu com: molt bombollosa, embafadora i feliç, com la Federació.
Tradicionalment quan un convidat és benvingut a casa d'un ferengi (també els liquidadors o d'altres funcionaris, en particular), l'amfitrió fa la següent salutació: «Benvinguts a casa nostra. Si us plau, poseu la seva empremta digital sobre les renúncies legals i dipositeu la seva quota d'admissió a la ranura de la porta. Recordeu, la meva casa és casa meva». El convidat respon: «Com són els seus continguts».
Hi ha una determinada branca del govern ferengi coneguda com l'Autoritat del Comerç Ferengi (els seus agents són coneguts com a liquidadors), són universalment odiats per tots els ferengis i una paròdia de la Internal Revenue Service dels Estats Units. El liquidador Brunt, és un personatge recurrent a la DS9, el qual sempre que es troba amb en Quark hi ha disputes.
Un dels passatemps preferits dels ferengis és el joc estratègic Tongo, el qual es juga amb cartes i una ruleta. En cada torn el jugador té l'opció d'«evadir», «confrontar», «adquirir», o «retir». Hi ha un capitonat mundial de Tongo que se celebra cada any a Ferenginar.
Un altre joc ferengi bastant popular és el Dabo. És molt similar al Tongo, calen deu jugadors els quals es posen davant una roda i en cada torn tenen l'opció de «compra», «vendre» o «convertir» l'or premsat latinum en preparació pel següent gir de la roda. És habitual que l'amfitrió porti unes dones atractives per treure diners els rivals i distreure'ls.
Tot i que en la cultura ferengi existeix la pena capital, no és la pitjor sentència que tenen, per sobre està la revocació de la llicència dels seus negocis. Aquesta sentència prohibeix el ferengi en qüestió obtenir beneficis i l'obliga a viure sense possessions. A part de viure en la misèria, aquesta sentència provoca que després de la mort el ferengi vagi a la Volta de l'eterna misèria, el que vindria a ser el seu infern.

### Religió
El concepte de l'altra vida per un ferengi és un mirall on es veuen plens de riqueses. Quan un ferengi mor, es diu que es troba davant el benaurat Exchequer, el qual revisa els seus estats financers en vida. Si al llarg de la vida ha obtingut bons beneficis, entra al cel ferengi: "El Tresor diví", on la subhasta celestial li permet fer una oferta en una nova vida. Els ferengis que no han tingut bons beneficis són condemnats a la Volta de l'eterna misèria.
Quan un Ferengi resa o fa una reverència, ho fa sostenent amb mans i canells junts un bol. Una pregària típica ferengi comença amb la frase: «Benaurat Exchequer, la cobdícia és eterna, accepta aquest suborn, per obrir-te les orelles i poder escoltar aquest assumpte del teu deutor més humil.» Com és típic, la pregària va acompanyada d'un tros de latinum en una estàtua petita de l'Exchequer.
Al final de la guerra contra el domini, el 2375, el 40% dels ferengis van deixar de creure en el Tresor diví.
Els ferengis fan peregrinacions periòdiques al Wall Street de la Terra, que veuen com un lloc sagrat de comerç i negocis.

### Economia i comerç
Pels ferengis el comerç, els negocis i la necessitat d'anar acumulant riqueses ho són absolutament tot. Per un ferengi no hi ha diferència entre el comerç i el plaer. Tenen una obsessió malaltissa amb els diners i sempre estan pensant maneres d'obtenir-ne més, i hi ha una metàfora en la cultura ferengi que descriu el comerç com la força vinculant de tota la vida a l'univers: Hi ha milions de mons, tots amb molt d'una cosa i poc d'una altra. El continum és un riu on flueix el corrent d'aquells que tenen el que volen. Segons aquest concepte, hi ha una quantitat finita de la riquesa i dels béns en l'univers, i tots els béns presos d'una part del «riu» ha de ser apropiadament substituïts o pagats per altres mètodes. Per tant, un ha d'estar prou informat dels desitjos i les necessitats dels altres per dur a terme adequadament els negocis.
La moneda dels ferengi és or premsat latinum, el latinum és un líquid fictici, emmagatzemat en fulles, tires, barres o maons d'or en quantitats estandarditzades. El latinum és usat com a moneda de canvi, ja que és un element que no es pot replicar amb cap mena de tecnologia coneguda, atès que el seu origen es troba en les estrelles.
El comerç ferengi es basa en les 285 regles d'adquisició, el seu codi sagrat. La primera regla va ser escrita per Ginto, el primer Gran Nagus. El títol de «Regles d'adquisició» va ser escollit com un estratagema de màrqueting intel·ligent (ja que les regles no són més que directrius), atès que Ginto numerà la primera regla amb el nombre #162, amb la finalitat de crear una demanda per a les altres 161 normes que encara no havien estat escrites.
La majoria de les regles van ser escrites per Ira Steven Behr, productor de «Star Trek: Deep Space Nine», i n'ha publicat moltes al llibre Les Regles d'adquisició Ferengi que a la coberta acrediten l'autoria com «per Quark, com les digué a Ira Steven Behr».
Algunes de les regles d'adquisició mencionades al llarg de les sèries:
- 1 - Un cop t'apoderis dels seus diners, no els tornis mai.[33]
- 6 - No deixis escapar una oportunitat per culpa d'un vincle familiar.[33]
- 17 - Un tracte és un tracte, però només entre ferengis.[25]
- 23 - No hi ha res més important que la salut, exceptuant els diners.[34]
- 34 - La guerra és bona pels negocis.[35]
- 35 - La pau és bona pels negocis.[35]
- 111 - Tracta els teus deutors com a parents, explota'ls.[36]
- 112 - Mai vagis al llit amb la germana del cap.[37]
- 125 - No pots fer tractes si ets mort.[38]
- 190 - Escolta-ho tot, no confiïs en res.[39]
- 211 - Els subordinats són els esglaons de l'escala de l'èxit, no dubtis a passar-hi per sobre.[40]

### Llenguatge
En les sèries de Star Trek, pràcticament totes les espècies parlen en anglès (la llengua original de les sèries) gràcies al traductor universal que tradueix dues llengües de forma instantània; tanmateix, els ferengis són una de les poques espècies que apareixen amb llengua pròpia. En més d'una ocasió es veu la llengua ferengi escrita, i com empren traductors universals propis per poder-se comunicar. L'escriptura ferengi s'assembla a un diagrama de flux amb molts angles de 60°. El text irradia del centre cap a l'exterior i sol tenir un hexàgon al centre. Com a resultat del clima plujós del seu planeta, els ferengis tenen 178 paraules diferents pel terme «pluja».

### Geografia i arquitectura
El planeta natal dels ferengis, és Ferenginar, un de classe M, la capital del planeta i de l'Aliança Ferengi és la Torre del comerç. L'atmosfera de Ferenginar és molt estable, pràcticament sempre està plovent, el qual crea un clima pantanós.
Els edificis ferengis, són generalment baixos, en forma de cúpula i amb estretes portes. Amb els seus 40 pisos, la Torre del comerç és l'edifici més alt del planeta. La Torre del comerç, és el mercat sagrat dels ferengis i la llar del gran Nagus. El planeta Ferenginar no apareix fins a la tercera temporada de Deep Space Nine.
El planeta Ferenginar, té estrictes normes pels visitants, si bé és com els altres planetes que té duanes per entrar i sortir, també té una tarifa per hores, a més a més hi ha una gran taxa d'impostos, s'ha de pagar per tot, per exemple a la Torre del comerç, utilitzar l'ascensor: 7 fitxes, seure en una cadira: 3 fitxes, estar d'en peus: 1 fitxa...

### Aliança Ferengi

Logotip de l'Aliança Ferengi

L'Aliança Ferengi és una associació que comprèn diversos planetes situats al nord-est de la federació. És un grup relativament petit, però té un paper molt important en l'economia del quadrant.
L'Aliança Ferengi és dirigida pel Gran Nagus, seguit pels seus subordinats de l'Autoritat de Comerç Ferengi. El principal (molt possiblement l'únic) objectiu de l'aliança és obtenir beneficis, sigui com sigui. Antigament l'Aliança Ferengi era un grup armat que espoliaven les naus que trobaven (com els pirates), no obstant aquestes pràctiques ja no es fan des que van descobrir que el comerç amb finalitats pacífiques (estafes incloses) és molt més rendible.
L'Aliança Ferengi opera en una societat estrictament patriarcal en la qual les dones tenen prohibit portar roba o sortir de la casa, i no poden fer absolutament res amb ànim de lucre.
Hi ha una forta presència de ferengis al voltant de la base estel·lar Espai Profund 9 a causa del forat de cuc que uneix el quadrant Alfa amb el quadrant Gamma. Els ferengis tenen molta mala fama entre les espècies del seu sector, fins i tot a l'acadèmia de la federació s'ensenya com no caure en els seus estratagemes, per això, en veure un nou món on ningú els coneix, saben que la probabilitat d'estafar algun client és més alta.
L'Aliança es va mantenir neutral durant la Guerra del Domini que acaba amb gran part del quadrant Alfa. Els efectes de la guerra en l'Aliança són desconeguts, tot i que és probable que patissin dificultats econòmiques pel col·lapse de les economies veïnes.

### Tecnologia
Les naus estel·lars més comunes dels ferengis són les D'Kora, també conegudes com a «Barbars del Caos». Tot i ser principalment naus de comerç, les D'kora estan capacitades pel combat, portant torpedes de fotons i disruptors. Són pràcticament tan potents com les naus de la federació però només tenen la meitat de la tripulació.
Un altre tipus de nau ferengi és la Marauder (magatotis), les quals han demostrat ser les més rendibles en el sentit del cost-efecte. Són generalment propietat de grans empresaris i de l'Autoritat de Comerç Ferengi. Són molt personificables en el sentit de poder afegir noves armes o sistemes de defenses.
La gran majoria de la tecnologia ferengi és robada o comprada, la cultura ferengi mai inverteix diners, recursos i temps en la investigació (no existeixen ferengis científics), ja que no és un mitjà rendible per aconseguir diners.

### Història
Antigament, no hi havia cap control en la societat ferengi, sempre estaven en disputes. Aproximadament el 9000 aC, s'inicià una nova etapa de control anomenada Edat de l'intercanvi on aparegué el primer Gran Nagus (Ginto), i es començaren a dictar les regles d'adquisició.
El 1947, hi va haver el primer contacte entre humans i ferengis per part d'en Quark, en Rom i en Nog (tot i que la història no marcà el succés, i l'explicació oficial ho atribuí a l'estavellament d'un globus meteorològic) a Roswell, Nou Mèxic.
En algun moment d'entre 1947 i 2151, els ferengis compraren els motors de curvatura als Breen. Fou un intercanvi per part d'un sol Breen a canvi de la titularitat de diversos cometes de gel del sistema planetari ferengi, així com un satèl·lit de gel petit i totes les regions de l'Àrtida de Ferenginar. El Breen després partí de l'espai ferengi, per no tornar-hi mai més. És un mite comú entre els ferengis que s'emportà les regions àrtiques amb ell, però mai no s'ha comprovat per què als ferengis no els agrada el fred, i mai no han anat a verificar-ho.
El 2151 un grup de 4 ferengis va fer el primer contacte amb l'espècie humana en l'assalt de l'Enterprise (NX-01). Això no obstant, en no revelar el nom de l'espècie, el nom ferengi no es recollí al registre de la Flota Estel·lar. El primer contacte oficial amb la Federació Unida de Planetes fou el 2364 (data estel·lar 41386.4) amb la USS Enterprise (NCC-1701-D).
Els ferengis, al llarg de la història, mai no han lluitat en cap gran guerra, fet que es deu principalment perquè només els interessen els diners, i els motius religiosos o la voluntat d'expandir-se en un gran imperi (dos dels principals motius pels quals comencen les guerres) no estan en la seva cultura. Fins i tot en la guerra entre la Federació contra el Domini es mantenen imparcials. Només han tingut un sol enemic a la seva història, els borg i és perquè aquests ataquen indiscriminadament totes les espècies.

## Ferengis coneguts
Els ferengi més coneguts són:
- Quark: Propietari del bar Quark de l'estació Espai Profund 9, és el ferengi que apareix més en les sèries.[46]
- Rom: Germà petit d'en Quark.[47]
- Nog: Fill d'en Rom i primer ferengi a unir-se a la federació.[48]
- Zek: També conegut com a Gran Nagus (El seu càrrec), és el líder dels ferengis.[49]
- Ishka: Mare d'en Quark i d'en Rom.[50]
- Brunt: Liquidador de l'Autoritat de Comerç Ferengi.[51]

## Recepció
En més d'una ocasió els ferengis han estat acusats de ser una representació dels antisemites. En el llibre Religions of Star Trek s'explica com la religió ferengi sembla gairebé una paròdia del judaisme tradicional. Els crítics han assenyalat una inquietant correlació entre els atributs ferengi (l'amor a l'ànim de lucre, que s'anul·la per la decència de la comunitat, el dimorfisme sexual del cap, les orelles en aquest cas) i els estereotips negatius del judaisme. El comentarista Jonah Goldberg escrigué que els ferengis van ser retratats a La nova generació com: Capitalistes fugitius amb fuets que semblen una barreja entre caricatures nazis i Nosferatu. El fet que els quatre personatges ferengis més coneguts: Quark, Nog, Rom i Zek, siguin interpretats pels actors jueus Armin Shimerman, Aron Eisenberg, Max Grodénchik i Wallace Shawn sembla contribuir a aquesta teoria.